# Micah Hauptman
Micah A. Hauptman (* 26. Dezember 1973 in Philadelphia, Pennsylvania) ist ein US-amerikanischer Schauspieler.

## Leben und Karriere
Micah Hauptman ist seit 2001 als Schauspieler aktiv. Er trat zunächst in Kurz- und Low-Budget-Filmen auf. Ab 2007 war er mit Finishing the Game dann in größeren Produktionen zu sehen. Es folgten Nebenrollen in Blockbustern wie Iron Man oder Parker. 2015 spielte er außerdem die Rolle des Bergsteigers David Breashears im Film Everest, an der Seite von Hollywoodgrößen wie Jake Gyllenhaal und Josh Brolin.
Parallel dazu tritt er regelmäßig als Gastdarsteller in US-amerikanischen Fernsehserien auf, darunter Lie to Me, Supernatural oder White Collar. 2015 spielte er außerdem die Rolle des CIA-Analysten Mills in der fünften Staffel der Spionageserie Homeland, die komplett in Deutschland gedreht wurde. 2017 war er als Schauspieler und Produzent an dem Film Anything beteiligt.

## Filmografie (Auswahl)
- 2003: Got Papers?
- 2003: P.O.V.: The Camera’s Eye
- 2007: Finishing the Game
- 2008: Iron Man
- 2010: Lie to Me (Fernsehserie, Episode 3x07)
- 2011: Supernatural (Fernsehserie, Episode 6x15)
- 2011: A Bag of Hammers
- 2011: The Glades (Fernsehserie, Episode 2x02)
- 2013: Parker
- 2013: Masters of Sex (Fernsehserie, Episode 1x07)
- 2013: White Collar (Fernsehserie, Episode 5x09)
- 2014: The Lottery (Fernsehserie, Episode 1x03)
- 2015: Everest
- 2015: Homeland (Fernsehserie, fünf Episoden)
- 2016: The Lennon Report
- 2016: Silver Skies
- 2017: Anything
- 2018: Only Humans
- 2018: Rust Creek
- 2019: The Obituary of Tunde Johnson
- 2020: The Boy Behind the Door